# 6952 Niccolò
6952 Niccolò eller 1986 JT är en asteroid i huvudbältet som upptäcktes den 4 maj 1986 av den amerikanske astronomen Edward L.G. Bowell vid Anderson Mesa Station. Den är uppkallad efter Niccolò Fulchignoni.
Asteroiden har en diameter på ungefär 16 kilometer.